# Rustica nigrops
Rustica nigrops là một loài bướm đêm thuộc họ Erebidae. Nó được tìm thấy ở vùng núi của central Sri Lanka.
Sải cánh dài 12–14 mm. 